# Laurenz Mefferdatis
Laurenz Mefferdatis, né le 2 septembre 1677 à Aix-la-Chapelle (Saint-Empire) et y décédé le 20 septembre 1748, était un architecte et maître d'œuvre baroque allemand, dans la région d'Aix.

## Œuvres
Les bâtiments les plus importants qui ont survécu les temps, se trouvent dans la région d'Eupen en Belgique et ses environs. Parmi eux à Eupen, l'église Saint-Nicolas et la « maison Rehrmann », qui abrite les Archives de l'État.

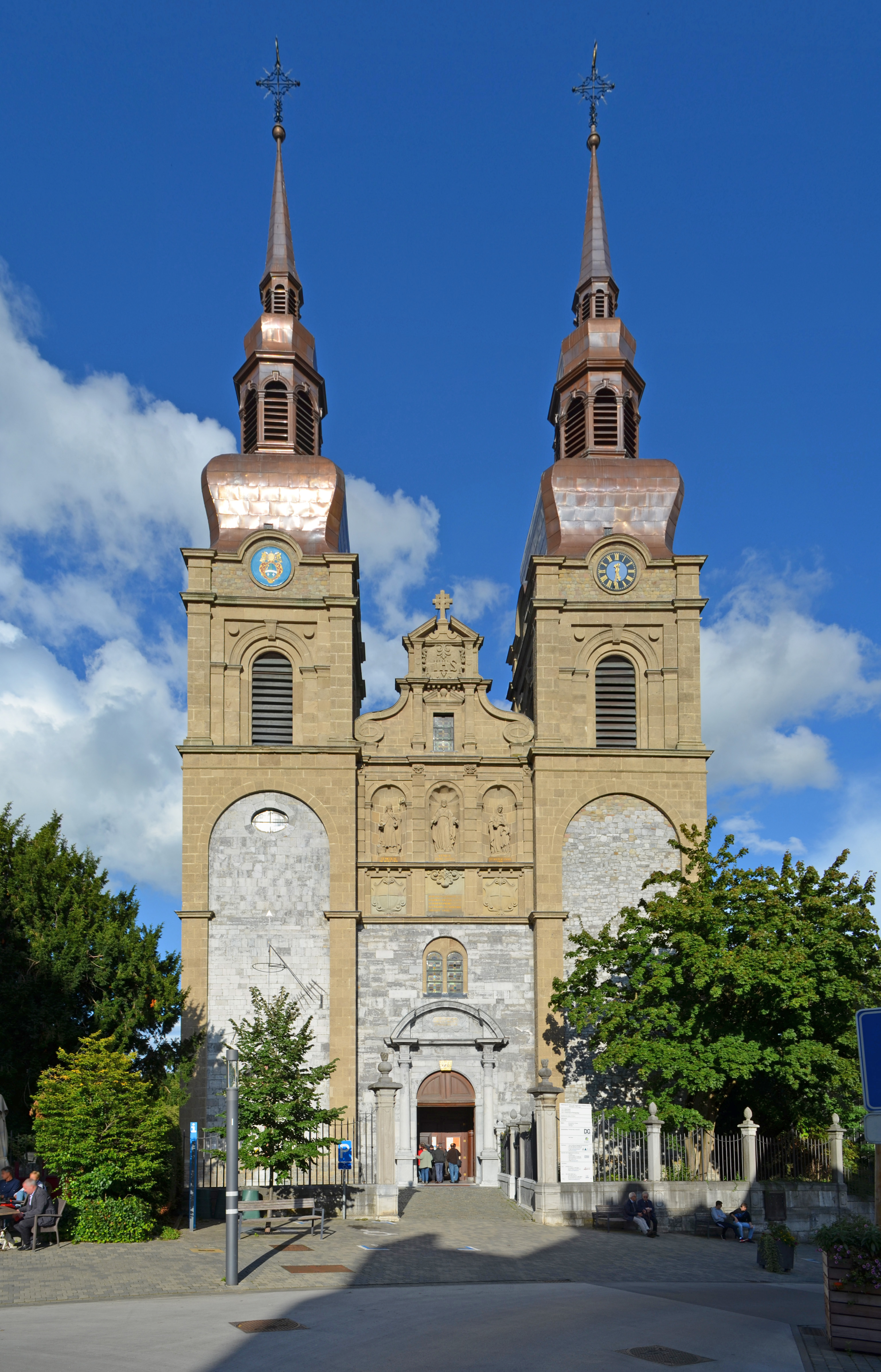
Eupen, église Saint-Nicolas
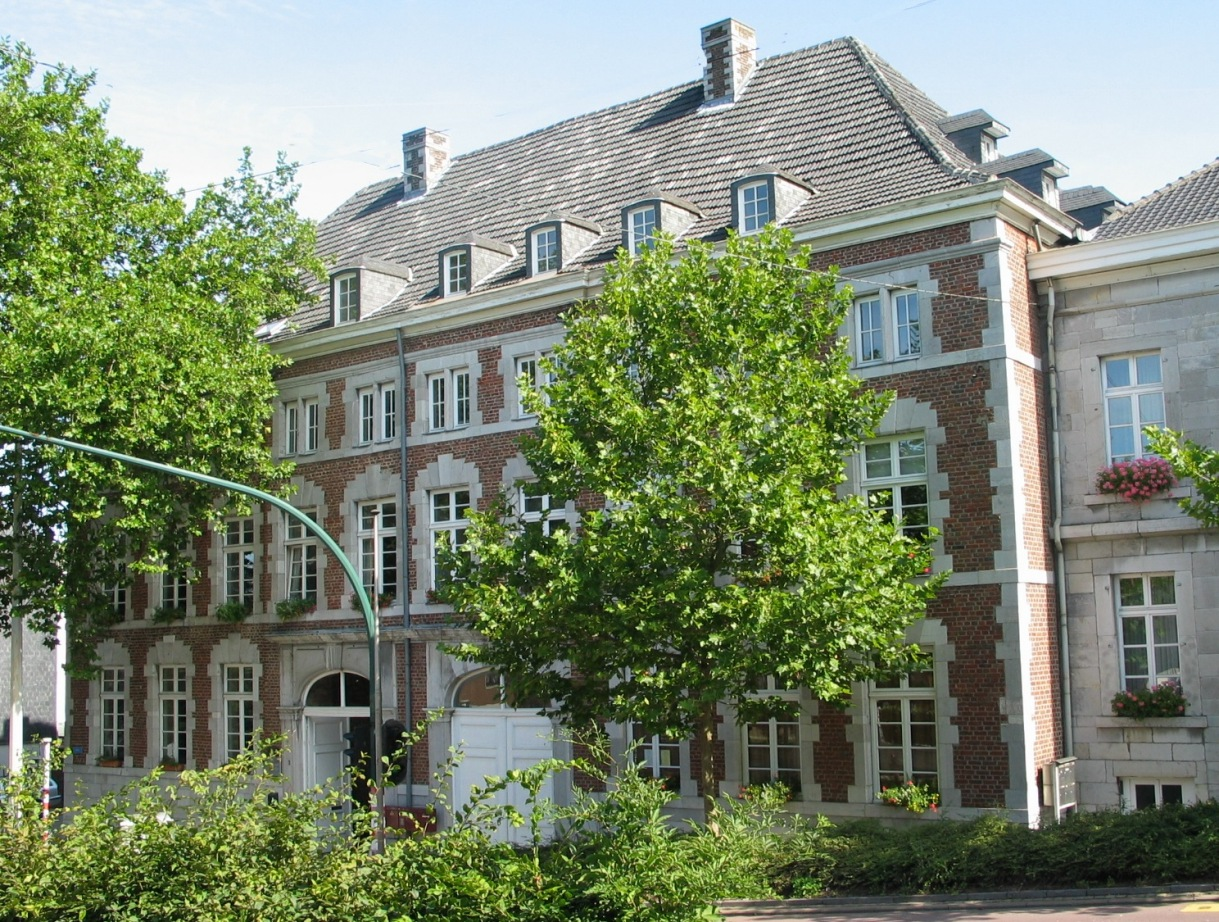
Eupen, maison Rehrmann
Eupen, cour intérieure maison Rehrmann
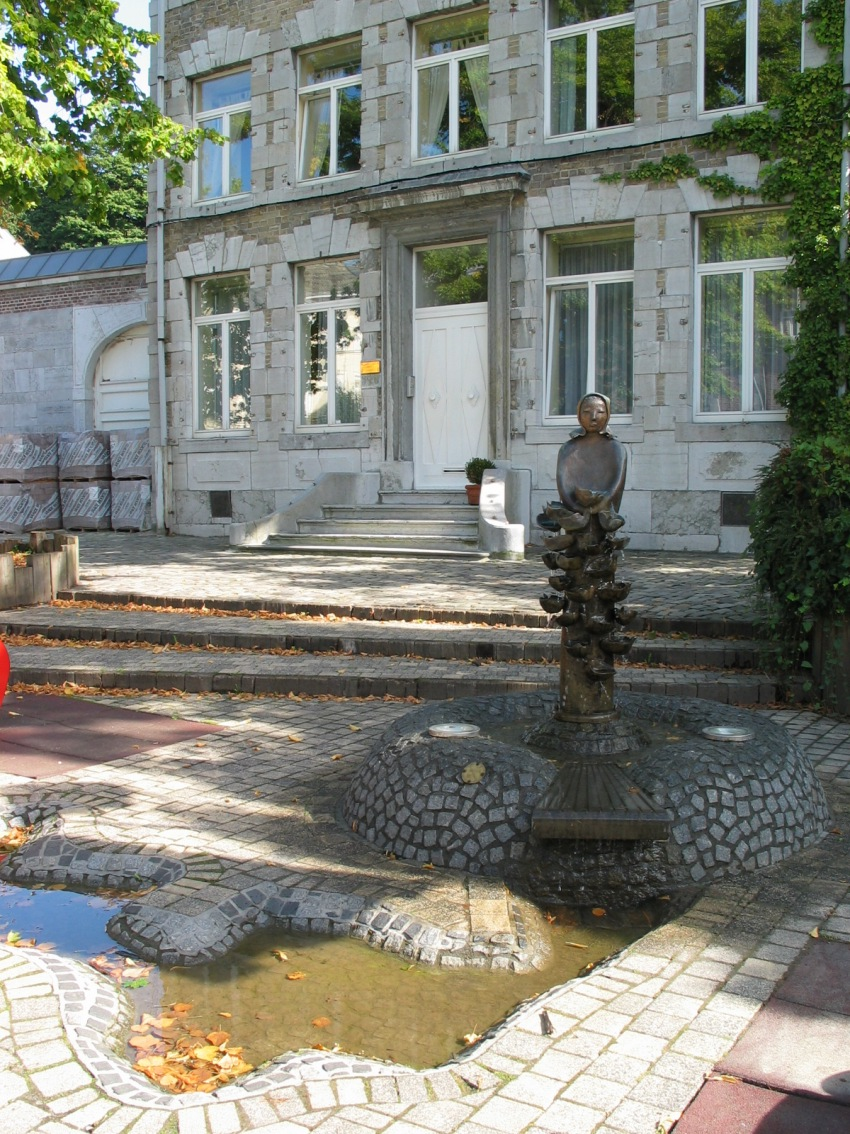
Eupen, Haasstraße 42
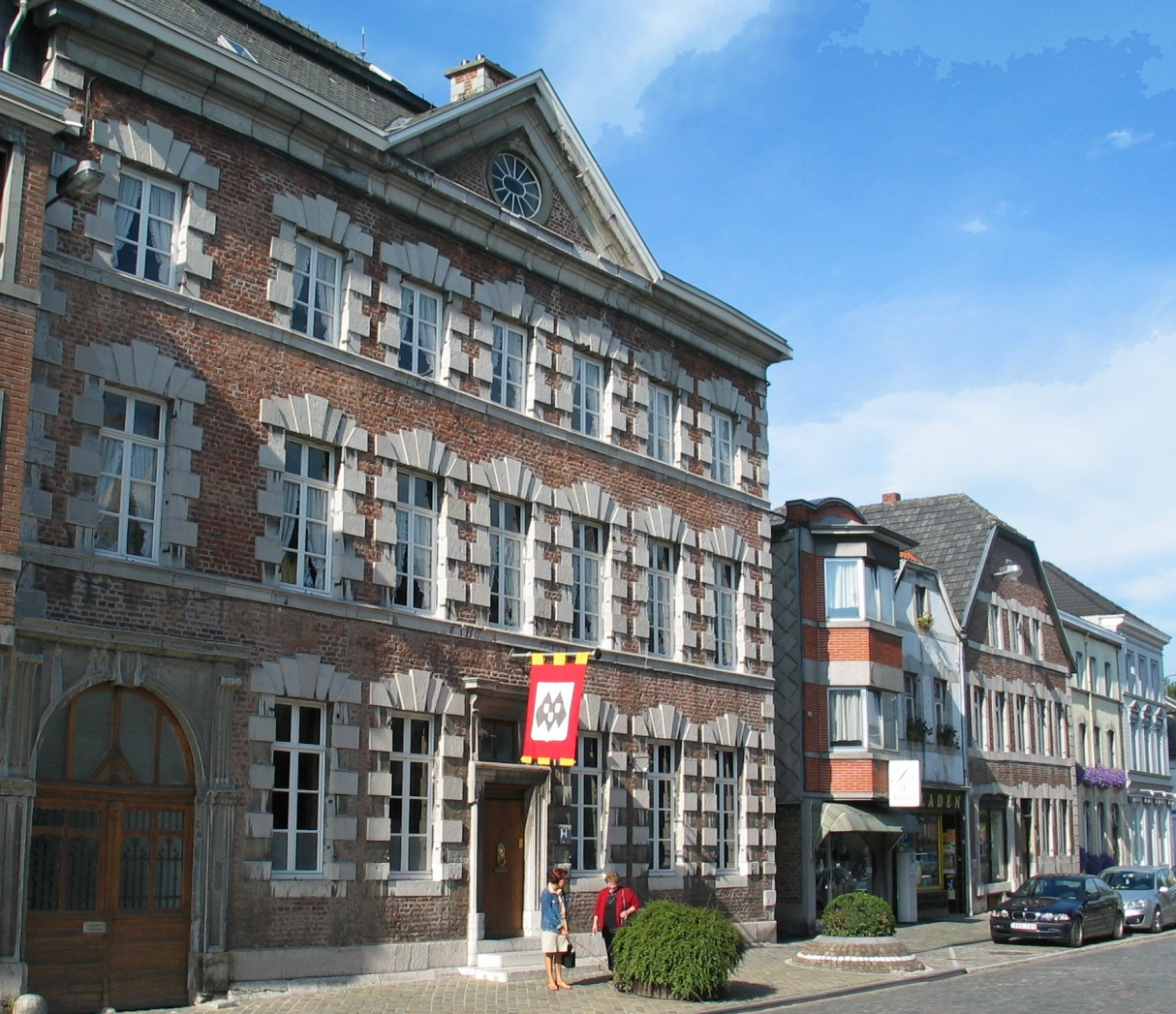
Eupen, maison Nyssen
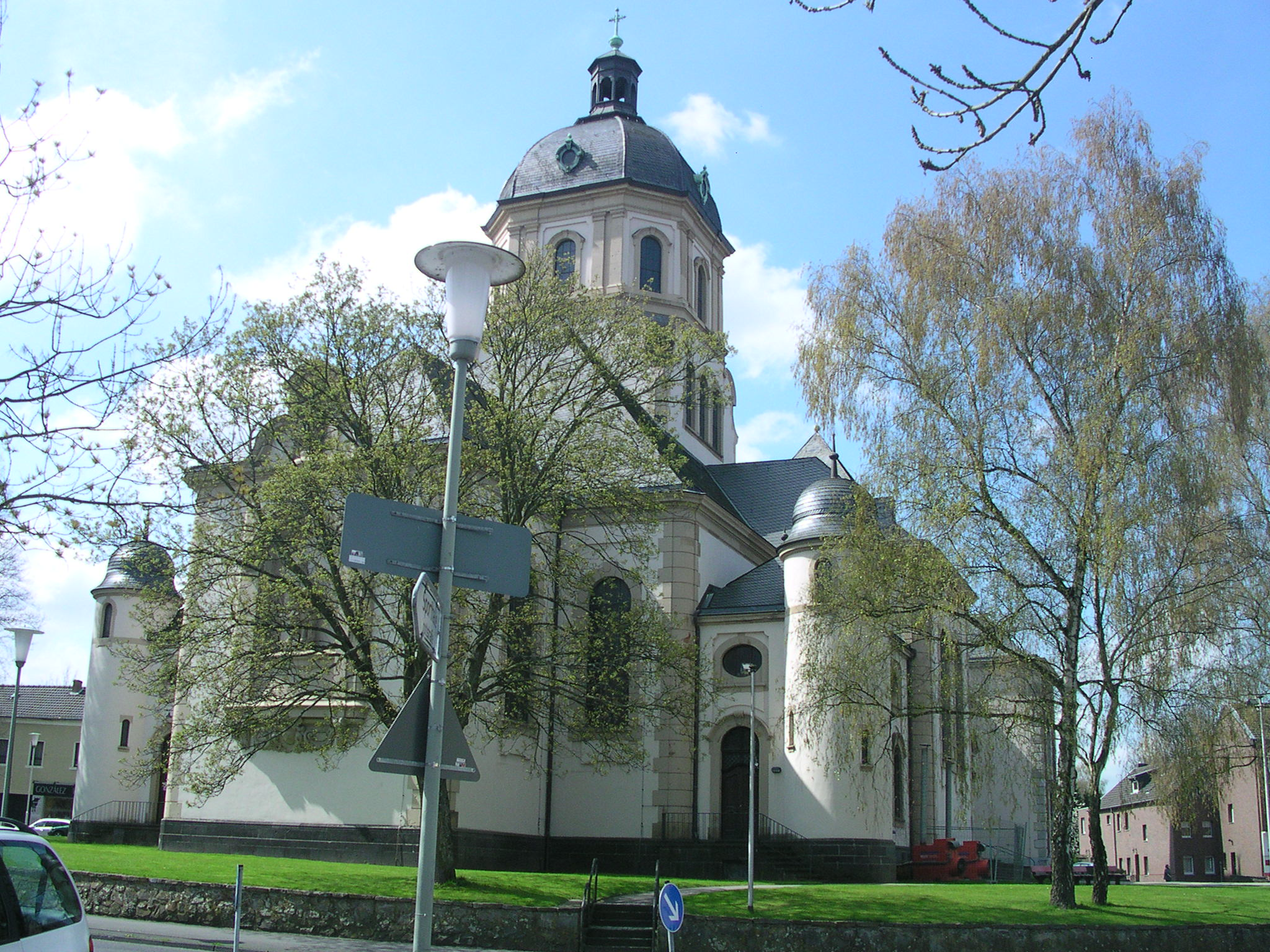
Würselen, St. Sebastian